# Veliki Brezovec
Veliki Brezovec je naseljeno mjesto u Republici Hrvatskoj u Zagrebačkoj županiji. 

## Zemljopis
Administrativno je u sastavu općine Gradec. Naselje se proteže na površini od 4,41 km².

## Stanovništvo
Prema popisu stanovništva iz 2001. godine u Velikom Brezovcu živi 188 stanovnika i to u 56 kućanstava. Gustoća naseljenosti iznosi 42,63 st./km².
| broj stanovnika | 160   | 191   | 200   | 254   | 279   | 324   | 317   | 315   | 323   | 328   | 293   | 249   | 209   | 206   | 188   | 189   | 161   |
|                 | 1857. | 1869. | 1880. | 1890. | 1900. | 1910. | 1921. | 1931. | 1948. | 1953. | 1961. | 1971. | 1981. | 1991. | 2001. | 2011. | 2021. |